# Wapen van Verwolde

Wapen van de heerlijkheid Verwolde

Het wapen van Verwolde werd officieel bevestigd op 27 mei 1818 door de Hoge Raad van Adel aan de Gelderse heerlijkheid Verwolde. De heerlijkheid was eerst op 1 januari 1812 bij de gemeente Laren gevoegd, weer losgemaakt als zelfstandig gemeente op 1 januari 1818 om daarna op 22 mei 1854 definitief op te gaan in de gemeente Laren. De gemeente Verwolde voerde deze wapen niet officieel ofschoon de bevestiging van deze wapen na de totstandkoming van de gemeente plaatsvond.

## Blazoenering
De blazoenering van het wapen luidt als volgt:
Van zwart, beladen met drie goude ballen geplaatst 2 en 1.

## Geschiedenis
De herkomst van het wapen is niet duidelijk. Baron Coen Schimmelpenninck van der Oije, van 1991 tot 2015 voorzitter van de Hoge Raad van Adel, stelt dat de ballen, ook wel koeken genoemd, in het wapen van Verwolde, en daarmee in het wapen van Lochem, eigenlijk schelpen hadden moeten zijn. De heren van Keppel waren vroeger eigenaar van Verwolde.

## Verwante wapens

Het wapen van Laren
Het wapen van Lochem
Wapen van de familie Van Keppel tot Old-oolde en Keppel tot de Woolbeek

Aagtekerke
· Baak
· Bennebroek
· Blitterswijk
· Cadier
· Cleverskerke
· De Vuursche
· Dorenweerd
· Geersdijke
· Hemmen
· Hensbroek
· Hoogkerk, Leegkerk en Dorkwerd
· Kattendijke
· Kerkwijk
· Laag Nieuwkoop
· Lede en Oudewaard
· Lichtenberg
· Limmen
· Nederveen-Cappel
· Oostwaard
· Oostcapelle
· Poortvliet
· Sint Philipsland
· Verwolde
· Wanssum
· Westervoort
· Wisch
· Wiskerke
· Zaanen